# Control (tijdschrift)
Control is een Nederlands vakblad voor de computerspelindustrie. Het tijdschrift verschijnt sinds zomer 2007 zeven keer per jaar in een oplage van 2.000 exemplaren.
Het blad bericht over ontwikkelingen in de Nederlandse computerspelindustrie en wordt verspreid onder bedrijven, mensen werkzaam in de game-industrie en studenten van relevante opleidingen.

## Opmaak
De lezer bladert door Control als ware het een uitgaanskalender: het is een A3-formaat vouwblad, wat voor tijdschriften weinig wordt toegepast.